# 普雷本·達貝爾斯汀
普雷本·古斯塔夫·達貝爾斯汀（Preben Gustav Dabelsteen，1925年10月14日—2017年1月23日），是丹麥羽球運動員。
普雷本·達貝爾斯汀與約恩·斯考勞普一起贏得了五次丹麥羽球雙打冠軍，並參與國家隊比賽直到1950年代中期。他曾經贏得2次全英羽球錦標賽男子雙打冠軍，一次是1948年搭配伯格·佛雷德里克森；另一次是1950年搭配約恩·斯考勞普。